# こぶ茶バンド
こぶ茶バンド（こぶちゃバンド）とは、ザ・ドリフターズのメンバーである仲本工事・高木ブー・加藤茶によって結成されたバンドのこと。全国各地でライブやディナーショーなどの活動を行い、1999年12月15日、マキシシングル「こぶ茶ルンバ」（「コーヒールンバ」の替え歌版）をリリースした。いかりや長介・志村けんがそれぞれ2004年・2020年に死去、以降3名でザ・ドリフターズ（ドリフ）として活動していたが、2022年仲本工事が死去。現在は高木ブーと加藤茶の2名でドリフとして活動している。

## 結成まで
1990年代以降のザ・ドリフターズはリーダーのいかりやが映画・ドラマ等の俳優として、志村がバラエティ番組で活躍するなどソロ活動が目立ち、グループとしての活動はほとんど休止状態にあった。
残ったメンバーの加藤が仲本・高木を誘う形で、1999年にバンドが結成された。
バンド名の由来は以下に記す通り、メンバーの名前から1字ずつ取っている。
- こぶ茶の「こ」…仲本工事（ナカモトコウジ）
- こぶ茶の「ぶ」…高木ブー（タカギブー）
- こぶ茶の「茶」…加藤茶（カトウチャ）

## 内容
ライブの内容は、ドリフメドレーからビートルズなどの洋楽まで、様々。随所に、コミックバンド時代のドリフのギャグが盛り込まれたエンターテイメントショーが楽しめる。
同時期に加藤、仲本（高木）、元ドリフの小野ヤスシによる『加トちゃんBAND』も並行して結成されており、メンバーのスケジュール、ブッキングの状況によって、入れ替わりに公演が行われていた。
2000年2月9日に荒井注、2004年3月20日にいかりや、2020年3月29日に志村がそれぞれ他界したため、同年3月30日以降の存命中のドリフのメンバーは全員こぶ茶バンドのメンバーとなった。志村の没後は、3人でメディアに出演してもこぶ茶バンドではなく、ザ・ドリフターズ名義で出演しており、こぶ茶バンドの名称は基本的に使われなくなった。また志村の死去によりザ・ドリフターズとしてのメインの活動が約半世紀ぶりにお笑いから音楽に戻った（ただし現在も『ドリフに大挑戦スペシャル』などの特番でコントに参加することもある）。
2022年10月19日に仲本が死去したことで、こぶ茶バンドの存命メンバーも高木と加藤の2人のみとなった。同年6月17日のさんまのまんまが3人での最後のテレビ出演、10月14日（仲本の亡くなる5日前）志村けんの大爆笑展の会見に仲本と高木が出席したのが仲本の最後の仕事、仲本と高木最後の共演となった。

## 活動
- 2005年2月1日から23日：御園座「夢の芝浜繁盛記」
- 以下は奥村遊機から出たパチンコ機種
  - CR加トちゃん・こぶ茶バンド（デジパチ、2004年5月）
  - CRひらけ!こぶ茶バンド（普通機、2005年9月）
  - CRこぶ茶バンド地球防衛隊編（デジパチ、2006年7月）
  - CRAそれいけ! こぶ茶バンド（羽根モノ、2007年11月）
- バラエティ番組「こぶ茶クラブ」（イザワオフィス製作、フジテレビなどの一部系列局で放送。1999年10月 - 2000年3月）

### その他
そのほか色々なツアーなどにも参加している（秋田県内で使われているポイントカード主催のツアーなど）。
3人でのCM出演はサントリーのCM「伊右衛門」がある。だが、バンドメンバー3人の出演ではあるが、内容は「こぶ茶バンド」ではなく、「ザ・ドリフターズ」の内訳話であった。また、仲本・加藤2人での出演はテレビ東京の『いい旅・夢気分』もあった。

## ディスコグラフィ

### シングル
| 枚         | 発売日         | タイトル     | 規格品番   | 収録曲                                         | 備考       |
| ポリドール | ポリドール     | ポリドール   | ポリドール | ポリドール                                     | ポリドール |
| ---------- | -------------- | ------------ | ---------- | ---------------------------------------------- | ---------- |
| 1st        | 1999年12月15日 | こぶ茶ルンバ | POCH-1876  | こぶ茶ルンバ                                   |            |
| 1st        | 1999年12月15日 | こぶ茶ルンバ | POCH-1876  | コブ茶 de Cha!Cha!Cha!                         |            |
| 1st        | 1999年12月15日 | こぶ茶ルンバ | POCH-1876  | こぶ茶ルンバ（オリジナル・カラオケ）           |            |
| 1st        | 1999年12月15日 | こぶ茶ルンバ | POCH-1876  | コブ茶 de Cha!Cha!Cha!（オリジナル・カラオケ） |            |